# Chrysonotomyia conostegiae
Chrysonotomyia conostegiae är en stekelart som beskrevs av Christer Hansson 2004. Chrysonotomyia conostegiae ingår i släktet Chrysonotomyia och familjen finglanssteklar.
Artens utbredningsområde är:
- Costa Rica.
- Honduras.
- Panama.

Inga underarter finns listade i Catalogue of Life.